# Giuseppe Macedonio
Giuseppe Macedonio (né à Naples le 25 septembre 1906 et mort dans la même ville le 22 février 1986) est un céramiste, peintre et sculpteur italien.

### Articles connexes

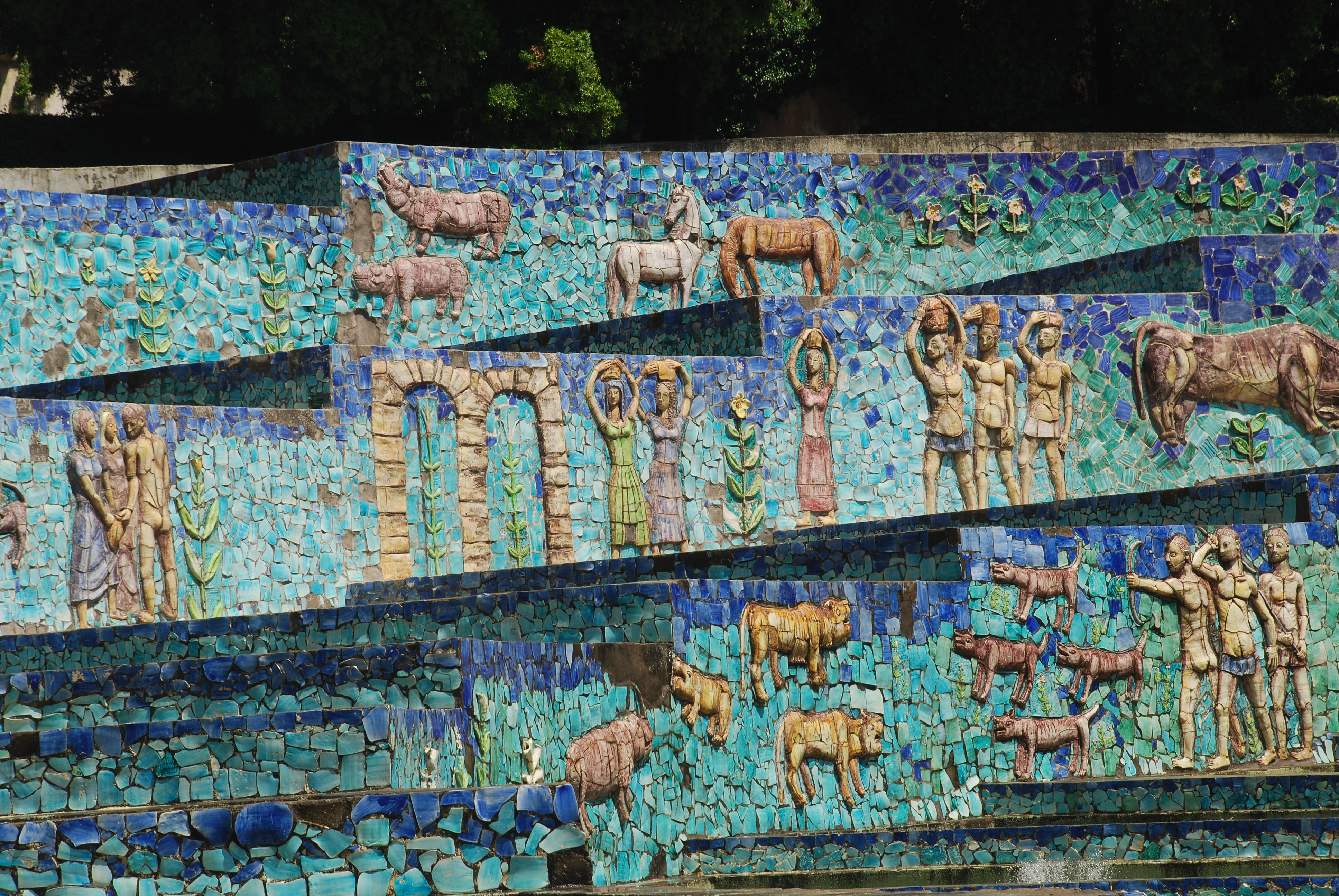
Décoration Fontaine de l'Exèdre
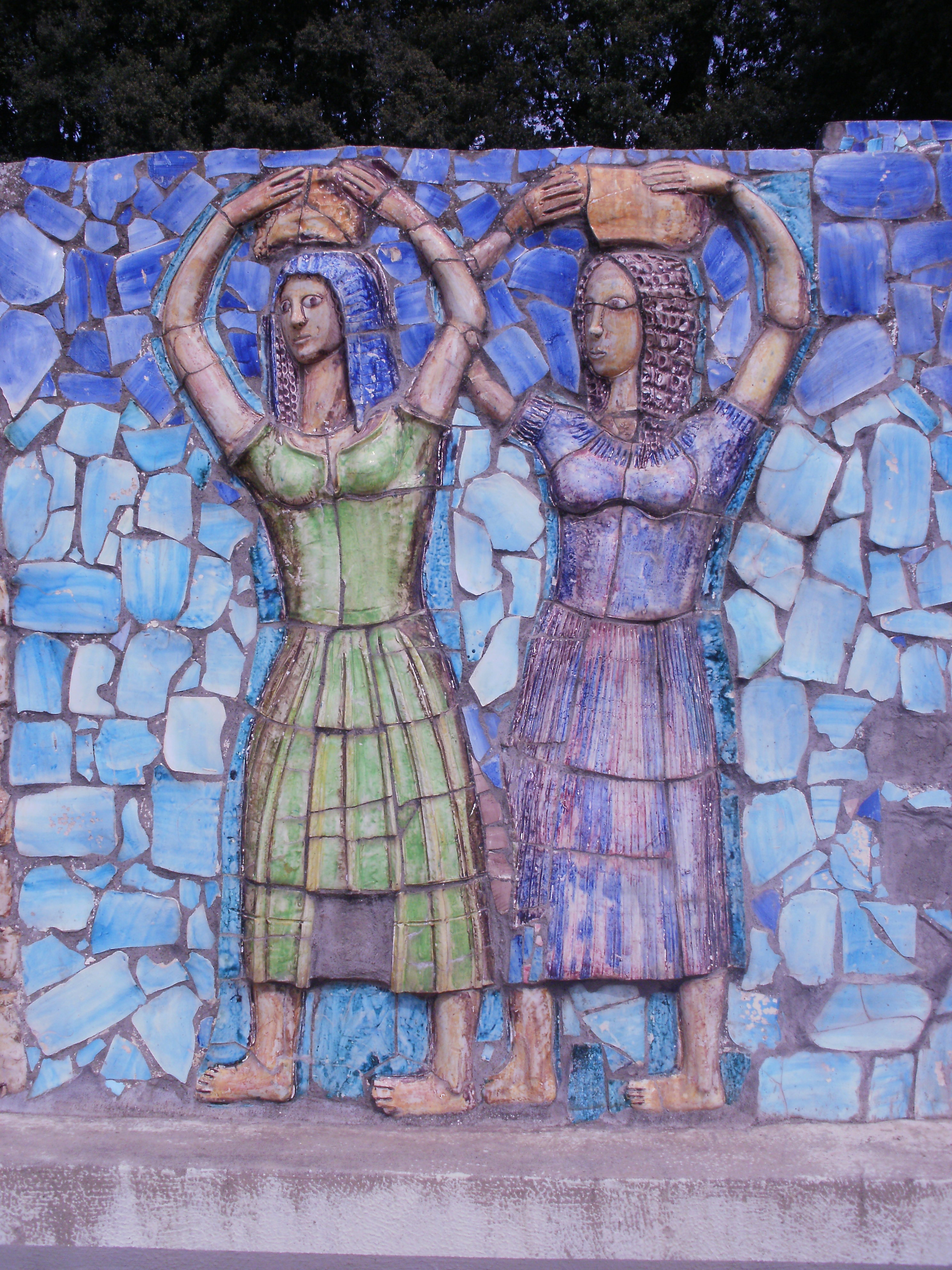
Décoration Fontaine de l'Exèdre (détail)
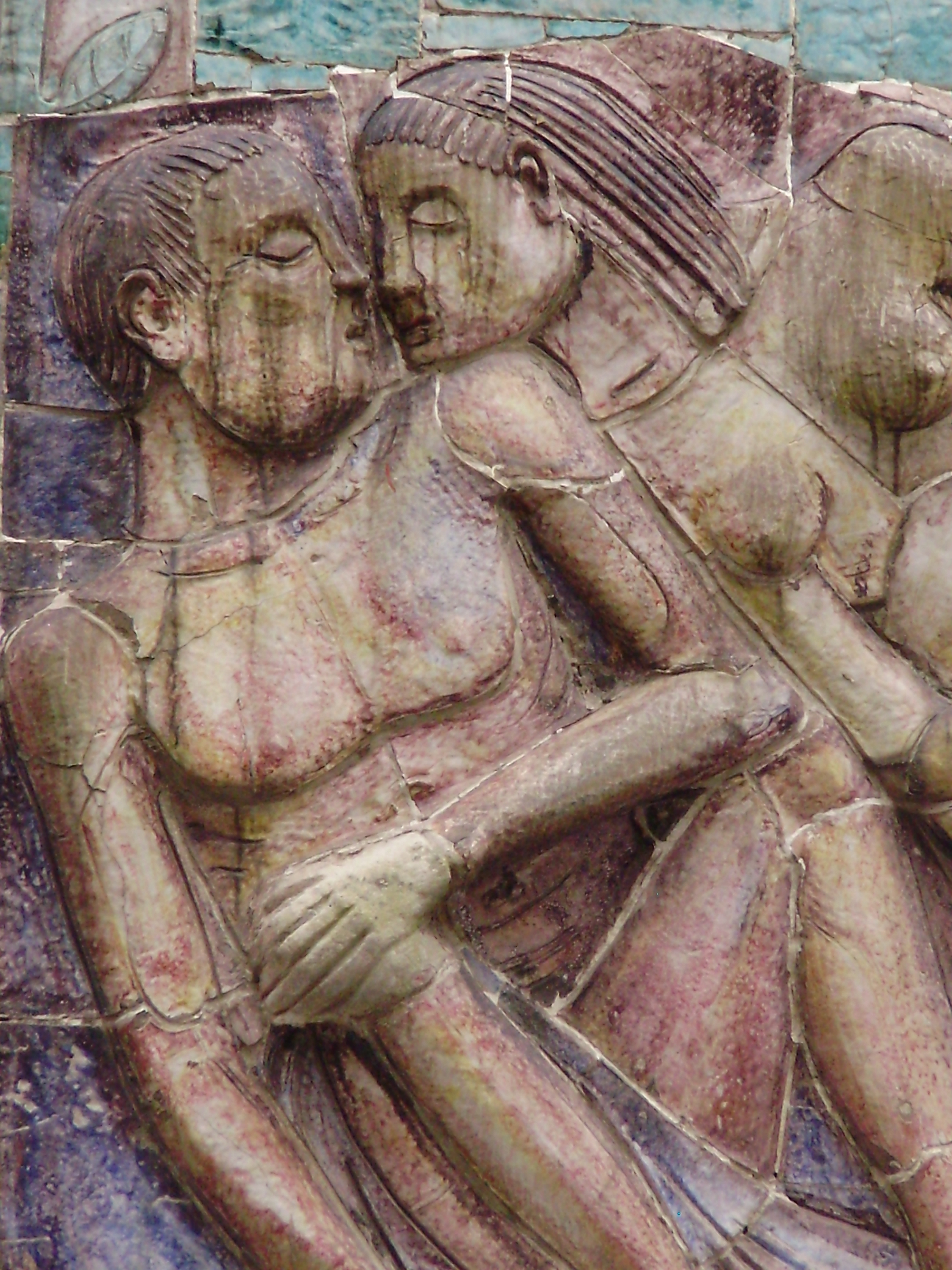
Panneau via Ponte di Tappia, Naples.